# Hemiodus thayeria
Hemiodus thayeria és una espècie de peix de la família dels hemiodòntids i de l'ordre dels caraciformes present a les conques dels rius Solimões, Negro i Orinoco.
És un peix d'aigua dolça i de clima tropical ovípar
Els mascles poden assolir 8,9 cm de longitud total.